# Кирхундем
Кирхундем (њем. Kirchhundem) општина је у њемачкој савезној држави Северна Рајна-Вестфалија. Једно је од 7 општинских средишта округа Олпе. Према процјени из 2010. у општини је живјело 12.434 становника. Посједује регионалну шифру (AGS) 5966016.

## Географски и демографски подаци
Кирхундем се налази у савезној држави Северна Рајна-Вестфалија у округу Олпе. Општина се налази на надморској висини од 300 метара. Површина општине износи 147,9 km². У самом мјесту је, према процјени из 2010. године, живјело 12.434 становника. Просјечна густина становништва износи 84 становника/km².

## Међународна сарадња
| Мјесто | Држава    | Врста сарадње | Од    |
| ------ | --------- | ------------- | ----- |
|        | Француска | партнерство   | 1988. |
| Извор  |           |               |       |